# Campeonato Provincial de Fútbol de Segunda Categoría de Zamora Chinchipe 2020
El Campeonato Provincial de Segunda Categoría de Zamora Chinchipe 2020 fue un torneo de fútbol en Ecuador en el cual compitieron equipos de la Provincia de Zamora Chinchipe. El torneo fue organizado por Asociación de Fútbol Profesional de Zamora Chinchipe (AFPZCH) y avalado por la Federación Ecuatoriana de Fútbol. El torneo empezó el 5 de septiembre de 2020 y finalizó el 10 de octubre de 2020. Participaron 4 clubes de fútbol y entregó un cupo al zonal de ascenso de la Segunda Categoría 2020 por el ascenso a la Serie B, además el campeón provincial clasificó a la Copa Ecuador 2021. Esta fue la primera edición del torneo una vez que la Aso Zamora fue aceptada en la FEF. Anteriormente, los equipos de la provincia competían en el Campeonato Provincial de la Segunda Categoría de Loja.

## Sistema de campeonato
El sistema determinado por la Asociación de Fútbol Profesional de Zamora Chinchipe fue el siguiente:
- Se jugó una etapa única con los 4 equipos establecidos, fue todos contra todos ida y vuelta (6 fechas), al final el equipo que terminó en primer lugar clasificó a los zonales de Segunda Categoría 2020 como campeón provincial.[1]

## Equipos participantes
| Equipos participantes             | Equipos participantes | Equipos participantes               |
| --------------------------------- | --------------------- | ----------------------------------- |
|                                   |                       |                                     |
| Equipo                            | Ciudad                | Estadio                             |
| Club Deportivo Ciudad de Yantzaza | Yantzaza              | Estadio Municipal de Yantzaza       |
| Club Deportivo Primero de Mayo    | Yantzaza              | Estadio Municipal de Yantzaza       |
| Los Ángeles San Vicente de Caney  | Chicaña               | Estadio Municipal de Yantzaza       |
| Club Deportivo Ciudad de Zamora   | Zamora                | Estadio Nuestra Señora de El Carmen |

## Equipos por cantón
| Cantón   | N.º | Equipos                                                       |
| -------- | --- | ------------------------------------------------------------- |
| Yantzaza | 3   | - Ciudad de Yantzaza - Primero de Mayo - Los Ángeles de Caney |
| Zamora   | 1   | - Ciudad de Zamora                                            |

## Clasificación
| Pos. | Equipo               | Pts. | PJ | G | E | P | GF | GC | Dif. |  |
| ---- | -------------------- | ---- | -- | - | - | - | -- | -- | ---- |  |
| 1    | Primero de Mayo      | 16   | 6  | 5 | 1 | 0 | 21 | 2  | +19  |  |
| 2    | Ciudad de Yantzaza   | 13   | 6  | 4 | 1 | 1 | 11 | 4  | +7   |  |
| 3    | Los Ángeles de Caney | 3    | 5  | 1 | 0 | 4 | 2  | 14 | −12  |  |
| 4    | Ciudad de Zamora     | 0    | 5  | 0 | 0 | 5 | 2  | 16 | −14  |  |

 Fuente: Aso Zamora Chinchipe
Criterios de clasificación: 1) Puntos; 2) Diferencia de goles; 3) Goles marcados
|  | Campeón y clasificado a los zonales de Segunda Categoría 2020. |

## Evolución de la clasificación
| Equipo / Jornada     | 01 | 02 | 03 | 04 | 05 | 06 |
| -------------------- | -- | -- | -- | -- | -- | -- |
| Primero de Mayo      | 3  | 1  | 1  | 1  | 1  | 1  |
| Ciudad de Yantzaza   | 2  | 2  | 2  | 2  | 2  | 2  |
| Los Ángeles de Caney | 1  | 3  | 3  | 3  | 3  | 3  |
| Ciudad de Zamora     | 4  | 4  | 4  | 4  | 4  | 4  |

## Resultados

### Primera vuelta
| Los Ángeles de Caney | 2 - 1 | Ciudad de Zamora   | Municipal de Yantzaza | 5 de septiembre | 15:00 |
| Primero de Mayo      | 1 - 1 | Ciudad de Yantzaza | Municipal de Yantzaza | 6 de septiembre | 15:00 |

| Ciudad de Yantzaza | 3 - 0 | Los Ángeles de Caney | Municipal de Yantzaza | 12 de septiembre | 15:00 |
| Ciudad de Zamora   | 0 - 5 | Primero de Mayo      | Municipal de Yantzaza | 13 de septiembre | 15:00 |

| Ciudad de Zamora     | 0 - 2 | Ciudad de Yantzaza | Municipal de Yantzaza | 19 de septiembre | 15:00 |
| Los Ángeles de Caney | 0 - 3 | Primero de Mayo    | Municipal de Yantzaza | 20 de septiembre | 15:00 |

### Segunda vuelta
| Ciudad de Yantzaza | 2 - 0 | Ciudad de Zamora     | Municipal de Yantzaza | 26 de septiembre | 15:00 |
| Primero de Mayo    | 4 - 0 | Los Ángeles de Caney | Municipal de Yantzaza | 27 de septiembre | 15:00 |

| Primero de Mayo      | 5 - 1 | Ciudad de Zamora   | Municipal de Yantzaza | 3 de octubre | 15:00 |
| Los Ángeles de Caney | 0 - 3 | Ciudad de Yantzaza | Municipal de Yantzaza | 4 de octubre | 15:00 |

| Ciudad de Yantzaza | 0 - 3 | Primero de Mayo      | Municipal de Yantzaza | 10 de octubre  | 15:00          |
| Ciudad de Zamora   | -     | Los Ángeles de Caney | No se programó        | No se programó | No se programó |

### Tabla de resultados cruzados
| Local \ Visitante    | CDY | PRI | ANG | ZAM |
| -------------------- | --- | --- | --- | --- |
| Ciudad de Yantzaza   | —   | 0–3 | 3–0 | 2–0 |
| Primero de Mayo      | 1–1 | —   | 4–0 | 5–1 |
| Los Ángeles de Caney | 0–3 | 0–3 | —   | 2–1 |
| Ciudad de Zamora     | 0–2 | 0–5 | —   | —   |

### Campeón
| |
| |
| Club Primero de Mayo 1.er título Clasifica a los zonales de la Segunda Categoría 2020 y a la Copa Ecuador 2021. |